# Sulzberg (Osterhorngruppe)
Der Sulzberg ist eine 1017 m ü. A. hohe bewaldete Anhöhe im österreichischen Bundesland Salzburg.

## Lage und Landschaft
Der Sulzberg liegt im Nordwestgrat des Zwölferhorns direkt oberhalb von St. Gilgen am Wolfgangsee, nordöstlich der Sausteigalm oberhalb Irlreit. Hier teilt sich der Grat in den Sonnberg (1034 m ü. A.) zum Filbling westwärts und den Ellmaustein (1047 m ü. A.) nordwestlich. Der Zweitere begleitet die Straße (B158) von St. Gilgen nach Fuschl am Fuschlsee, zwischen den beiden liegt die Fuschler Ellmau, der Erstere begrenzt die Faistenauer Tiefbrunnau nordseitig.
Direkt südöstlich des Gipfels liegt der kleine zu Faistenau gehörende Weiler Kühleiten auf 914 m ü. A. Von dieser Passlage fällt der Kamm in einer Steilwand 300 Meter – von Sulzberg-Gipfel 400 Meter – in den St.-Gilgener Talkessel ab. Oberellmau auf 710 m ü. A. und Hochlackenhof nördlich auf 774 m ü. A. liegen ebenfalls vergleichsweise steil unterhalb. Südlich zieht sich aber die Straße aus der Tiefbrunnau stetig auf die Sausteigalm, von der Perfalleckstraße sind es keine 100 Höhenmeter Anstieg bis zur Abzweigung nach Kühleiten. Von St. Gilgen aus zeichnet sich der Sulzberg als deutlicher Gipfel ab, von den anderen Seiten ist er nur das Ende des Sonnberggrats.

## Geologie und Hydrographie
Die Felswand nach St. Gilgen und der Sonnberg–Filblingzug sind eine Scholle Hauptdolomit (unsicher Karnium–Norium des Trias, ca. 220 Mio. Jahre alt), während am Zwölferhorn Oberalm-Formation aufliegt. Der harte Dolomit bildet die Schroffen, während die tonig-mergeligen Kalke des Zwölferhorns die sanfteren Grate ausbildet. Direkt vom Gipfel hinunter ist eine Serie Werfen-Formation (älter: Untertrias) – Losenstein-Formation – Gaultflysch (beide jünger: Kreide) aufgeschlossen, die im Kontext der Wolfgangseestörung stehen.
Die St.-Gilgener Seite entwässert in einem meist trockenen Gerinne zum Mühlbach (Oppenauerbach) in den Wolfgangsee, in der Fuschler Ellmau geht der Ellmaubach zum Fuschlsee, und in der Faistenauer Tiefbrunnau fließt der Brunnbach (teils auch Weißbach genannt), der beim Hintersee in den Almbach (Oberalm) mündet. Letzterer geht südwestwärts zur Salzach, damit bildet der Gipfel die Wasserscheide zwischen den Einzugsgebieten des Inn und der Traun, wobei der Fuschlsee zum Gebiet der Ager (mit Atter- und Mondsee) im Norden gehört, der Wolfgangsee aber zu dem der Ischl, die östlich bei Bad Ischl in die Traun mündet.

## Wege
An Gipfel vorbei passiert am Gratzug Sausteig – Kühleiten und hinunter nach Oberellmau der Arnoweg (Etappe 56 Genneralm – Fuschl) Auf der anderen Seite verläuft weit unterhalb in der Flanke der Mozartsteig von St. Gilgen-Laim über Hochlacken in die Ellmau und weiter nach Fuschl (Abschnitt der Weitwanderwege 04 und 06).
Der Gipfel selbst nur auf Steigen erreichbar.